# Spielvereinigung Unterhaching 2009-2010
Questa voce raccoglie le informazioni riguardanti la Spielvereinigung Unterhaching nelle competizioni ufficiali della stagione 2009-2010.

## Stagione
Nella stagione 2009-2010 l'Unterhaching, allenato da Ralph Hasenhüttl, Matthias Lust e Klaus Augenthaler, concluse il campionato di 3. Liga all'11º posto. In Coppa di Germania l'Unterhaching fu eliminato al primo turno dall'Arminia Bielefeld.

## Rosa
| N. |                      | Ruolo | Calciatore            |
| -- | -------------------- | ----- | --------------------- |
| 1  | Germania (bandiera)  | P     | Darius Kampa          |
| 2  | Germania (bandiera)  | D     | Thorsten Schulz       |
| 3  | Germania (bandiera)  | D     | Benjamin Schwarz      |
| 5  | Australia (bandiera) | D     | Milan Šušak           |
| 6  | Rep. Ceca (bandiera) | C     | Roman Týce            |
| 7  | Germania (bandiera)  | A     | Tobias Schweinsteiger |
| 8  | Germania (bandiera)  | C     | Robert Zillner        |
| 9  | Germania (bandiera)  | A     | Thomas Rathgeber      |
| 10 | Argentina (bandiera) | C     | Leandro Grech         |
| 11 | Germania (bandiera)  | A     | Bastian Bischoff      |
| 12 | Germania (bandiera)  | P     | Kai Fritz             |
| 13 | Germania (bandiera)  | A     | Marcus Steegmann      |
| 15 | Germania (bandiera)  | D     | Andreas Brysch        |

| N. |                     | Ruolo | Calciatore            |
| -- | ------------------- | ----- | --------------------- |
| 16 | Germania (bandiera) | C     | Orkan Balkan          |
| 17 | Germania (bandiera) | C     | Sebastian Mitterhuber |
| 19 | Germania (bandiera) | D     | Raphael Schaschko     |
| 20 | Germania (bandiera) | D     | Patrick Ziegler       |
| 21 | Germania (bandiera) | C     | Marco Pasiciel        |
| 22 | Germania (bandiera) | P     | Christian Berchthold  |
| 23 | Germania (bandiera) | D     | Timo Heinze           |
| 26 | Germania (bandiera) | D     | Christian Hain        |
| 27 | Germania (bandiera) | C     | Markus Schwabl        |
| 28 | Turchia (bandiera)  | A     | Ömer Kanca            |
| 30 | Germania (bandiera) | P     | Stefan Riederer       |
| 31 | Germania (bandiera) | A     | Sebastian Mützel      |
| 35 | Germania (bandiera) | C     | Manuel Konrad         |

## Organigramma societario
Area tecnica
- Allenatore: Klaus Augenthaler
- Allenatore in seconda: Matthias Lust
- Preparatore dei portieri: Rainer Berg
- Preparatori atletici: Johannes Wieber

## Calciomercato

### Sessione estiva
| Acquisti | Acquisti              | Acquisti          | Acquisti |
| R.       | Nome                  | da                | Modalità |
| -------- | --------------------- | ----------------- | -------- |
| P        | Stefan Riederer       | Kaiserslautern II |          |
| D        | Andreas Brysch        | Jahn Ratisbona    |          |
| P        | Kai Fritz             | Unterhaching II   |          |
| C        | Leandro Grech         | Sandhausen        |          |
| D        | Timo Heinze           | Bayern Monaco II  |          |
| C        | Sebastian Mitterhuber | Wacker Burghausen |          |
| C        | Markus Schwabl        | Unterhaching U19  |          |

| Cessioni | Cessioni           | Cessioni           | Cessioni |
| R.       | Nome               | a                  | Modalità |
| -------- | ------------------ | ------------------ | -------- |
| A        | Anton Fink         | Karlsruhe          |          |
| C        | Oliver Fink        | Fortuna Düsseldorf |          |
| C        | Christian Grujicic | Kickers Stoccarda  |          |
| D        | Florian Hörnig     | Jahn Ratisbona     |          |
| C        | Timo Nagy          | Carl Zeiss Jena    |          |

### Sessione invernale
| Acquisti | Acquisti         | Acquisti    | Acquisti |
| R.       | Nome             | da          | Modalità |
| -------- | ---------------- | ----------- | -------- |
| D        | Benjamin Schwarz | Monaco 1860 |          |

| Cessioni | Cessioni | Cessioni | Cessioni |
| R.       | Nome     | a        | Modalità |
| -------- | -------- | -------- | -------- |

## Risultati

### 3. Liga

#### Girone di andata
| Arbitro: | Schmidt |

|                                               |           |                          |
| Mitterhuber 4’ Schweinsteiger 33’ (rig.), 66’ | Marcatori | 60’, 68’ Dorn 75’ Ristić |

| Arbitro: | Welz |

|          |           |           |
| Sène 90’ | Marcatori | 5’ Balkan |

| Arbitro: | Blos |

|                             |           |                      |
| Týce 58’ Schweinsteiger 66’ | Marcatori | 76’ Braham 90’ Ramaj |

| Arbitro: | Steinberg |

|                  |           |                          |
| Šušak 36’ (aut.) | Marcatori | 3’ (rig.) Schweinsteiger |

| Arbitro: | Christ |

|            |           |  |
| Balkan 41’ | Marcatori |  |

| Arbitro: | Kunzmann |

|           |           |                             |
| Hille 58’ | Marcatori | 17’ Mitterhuber 45’ Zillner |

| Arbitro: | Unger |

|                                                   |           |          |
| Schweinsteiger 33’ (rig.) Grech 62’ Steegmann 74’ | Marcatori | 14’ Holt |

| Arbitro: | Zwayer |

|                        |           |  |
| Ali 21’, 28’ Grübl 54’ | Marcatori |  |

| Arbitro: | Kempter |

|                          |           |  |
| Konrad 62’ Steegmann 73’ | Marcatori |  |

| Arbitro: | Dankert |

|                           |           |           |
| Feldhahn 5’ Ayık 88’, 90’ | Marcatori | 86’ Kanca |

| Arbitro: | Drees |

|                   |           |                        |
| Schweinsteiger 6’ | Marcatori | 67’ Pospischil 85’ Ulm |

| Arbitro: | Glasmacher |

|                          |           |                                |
| Buchner 33’ Hartmann 90’ | Marcatori | 11’ (rig.), 44’ Schweinsteiger |

| Arbitro: | Osmers |

|                      |           |                                         |
| Steegmann 60’ (aut.) | Marcatori | 26’ Mitterhuber 31’, 32’ Schweinsteiger |

| Arbitro: | Fischer |

|                              |           |               |
| Steegmann 42’, 64’ Kanca 76’ | Marcatori | 82’ Benyamina |

| Arbitro: | Sönder |

|  |           |                           |
|  | Marcatori | 11’ Steegmann 64’ Zillner |

| Arbitro: | Seiwert |

|  |           |                     |
|  | Marcatori | 37’ Spann 90’ Mayer |

| Arbitro: | Seidel |

|          |           |  |
| Damm 65’ | Marcatori |  |

| Arbitro: | Gorniak |

|                    |           |  |
| Schweinsteiger 65’ | Marcatori |  |

| Arbitro: | Thomsen |

|                             |           |               |
| Ziegenbein 39’ Boskovic 41’ | Marcatori | 84’ Rathgeber |

#### Girone di ritorno
| Arbitro: | Nowak |

|                                      |           |            |
| Pinto 20’ (rig.) Dorn 47’ Öztürk 89’ | Marcatori | 2’ Zillner |

| Arbitro: | Dittrich |

|  |           |                 |
|  | Marcatori | 6’ (rig.) Ekici |

| Arbitro: | Kampka |

|                        |           |  |
| Braham 50’ Glasner 83’ | Marcatori |  |

| Arbitro: | Petersen |

|            |           |              |
| Konrad 53’ | Marcatori | 42’ Kammlott |

| Arbitro: | Benedum |

|               |           |  |
| Lindemann 29’ | Marcatori |  |

| Arbitro: | Steinberg |

|               |           |              |
| Rathgeber 10’ | Marcatori | 57’ Nottbeck |

| Arbitro: | Nowak |

|                   |           |                          |
| Holt 2’ Wulff 47’ | Marcatori | 34’ Rathgeber 86’ Mützel |

| Arbitro: | Petersen |

|               |           |             |
| Rathgeber 51’ | Marcatori | 42’ Schmidt |

| Arbitro: | Unger |

|             |           |  |
| Kumbela 30’ | Marcatori |  |

| Arbitro: | Stieler |

|  |           |              |
|  | Marcatori | 70’ Feldhahn |

| Arbitro: | Glasmacher |

|           |           |                                                     |
| Hesse 16’ | Marcatori | 21’ (aut.) Goldschmitt 29’ Schweinsteiger 58’ Grech |

| Arbitro: | Gorniak |

|            |           |                                |
| Konrad 57’ | Marcatori | 79’ (rig.) Leitl 90’ Metzelder |

| Arbitro: | Thomsen |

|                                  |           |  |
| Rathgeber 29’ Schweinsteiger 72’ | Marcatori |  |

| Arbitro: | Aarnink |

|               |           |              |
| Gardawski 41’ | Marcatori | 72’ Bischoff |

| Unterhaching 13 aprile 2010, ore 18:30 CEST 34ª giornata | Unterhaching | 0 – 0 referto | Dinamo Dresda | Generali Sportpark (3 500 spett.)\| Arbitro: \| Benedum \| |
| Arbitro:                                                 | Benedum      |               |               |                                                            |

| Arbitro: | Dittrich |

|                                  |           |                                          |
| Weil 22’ (rig.) Heidenfelder 86’ | Marcatori | 7’ Hain 23’, 63’ Rathgeber 53’ Steegmann |

| Arbitro: | Blos |

|               |           |  |
| Steegmann 11’ | Marcatori |  |

| Arbitro: | Gorniak |

|                               |           |           |
| Schipplock 8’, 40’ Didavi 70’ | Marcatori | 54’ Grech |

| Arbitro: | Schößling |

|                                            |           |                                      |
| Rathgeber 11’, 63’, 75’ Schweinsteiger 73’ | Marcatori | 1’ Reinert 47’ Türker 54’ Damjanović |

### Coppa di Germania
| Arbitro: | Dingert |

|  |           |                                     |
|  | Marcatori | 33’ Halfar 45’ Katongo 52’ Federico |

## Statistiche

### Statistiche di squadra
| Competizione      | Punti | In casa | In casa | In casa | In casa | In casa | In casa | In trasferta | In trasferta | In trasferta | In trasferta | In trasferta | In trasferta | Totale | Totale | Totale | Totale | Totale | Totale | DR |
| Competizione      | Punti | G       | V       | N       | P       | Gf      | Gs      | G            | V            | N            | P            | Gf           | Gs           | G      | V      | N      | P      | Gf     | Gs     | DR |
| ----------------- | ----- | ------- | ------- | ------- | ------- | ------- | ------- | ------------ | ------------ | ------------ | ------------ | ------------ | ------------ | ------ | ------ | ------ | ------ | ------ | ------ | -- |
| 3. Liga           | 50    | 19      | 8       | 6       | 5       | 27      | 21      | 19           | 5            | 5            | 9            | 25           | 31           | 38     | 13     | 11     | 14     | 52     | 52     | 0  |
| Coppa di Germania | -     | 1       | 0       | 0       | 1       | 0       | 3       | 0            | 0            | 0            | 0            | 0            | 0            | 1      | 0      | 0      | 1      | 0      | 3      | -3 |
| Totale            | 50    | 20      | 8       | 6       | 6       | 27      | 24      | 19           | 5            | 5            | 9            | 25           | 31           | 39     | 13     | 11     | 15     | 52     | 55     | -3 |

### Andamento in campionato
| Giornata  | 1 | 2  | 3  | 4  | 5 | 6 | 7 | 8 | 9 | 10 | 11 | 12 | 13 | 14 | 15 | 16 | 17 | 18 | 19 | 20 | 21 | 22 | 23 | 24 | 25 | 26 | 27 | 28 | 29 | 30 | 31 | 32 | 33 | 34 | 35 | 36 | 37 | 38 |
| --------- | - | -- | -- | -- | - | - | - | - | - | -- | -- | -- | -- | -- | -- | -- | -- | -- | -- | -- | -- | -- | -- | -- | -- | -- | -- | -- | -- | -- | -- | -- | -- | -- | -- | -- | -- | -- |
| Luogo     | C | T  | C  | T  | C | T | C | T | C | T  | C  | T  | T  | C  | T  | C  | T  | C  | T  | T  | C  | T  | C  | T  | C  | T  | C  | T  | C  | T  | C  | C  | T  | C  | T  | C  | T  | C  |
| Risultato | N | N  | N  | N  | V | V | V | P | V | P  | P  | N  | V  | V  | V  | P  | P  | V  | P  | P  | P  | P  | N  | P  | N  | N  | N  | P  | P  | V  | P  | V  | N  | N  | V  | V  | P  | V  |
| Posizione | 7 | 12 | 11 | 12 | 8 | 5 | 3 | 7 | 5 | 7  | 12 | 12 | 10 | 6  | 3  | 5  | 8  | 7  | 8  | 10 | 11 | 12 | 13 | 14 | 15 | 14 | 15 | 16 | 17 | 16 | 17 | 16 | 16 | 15 | 15 | 10 | 11 | 11 |

Legenda:

Luogo: C = Casa; T = Trasferta. Risultato: V = Vittoria; N = Pareggio; P = Sconfitta.

### Statistiche dei giocatori
| Giocatore         | 3. Liga  | 3. Liga | 3. Liga     | 3. Liga    | Coppa di Germania | Coppa di Germania | Coppa di Germania | Coppa di Germania | Totale   | Totale | Totale      | Totale     |
| Giocatore         | Presenze | Reti    | Ammonizioni | Espulsioni | Presenze          | Reti              | Ammonizioni       | Espulsioni        | Presenze | Reti   | Ammonizioni | Espulsioni |
| ----------------- | -------- | ------- | ----------- | ---------- | ----------------- | ----------------- | ----------------- | ----------------- | -------- | ------ | ----------- | ---------- |
| O. Balkan         | 23       | 2       | 3           | 0          | 1                 | 0                 | 0                 | 0                 | 24       | 2      | 3           | 0          |
| C. Berchthold     | 0        | 0       | 0           | 0          | 0                 | 0                 | 0                 | 0                 | 0        | 0      | 0           | 0          |
| B. Bischoff       | 6        | 1       | 0           | 0          | 0                 | 0                 | 0                 | 0                 | 6        | 1      | 0           | 0          |
| A. Brysch         | 31       | 0       | 8           | 0          | 1                 | 0                 | 0                 | 0                 | 32       | 0      | 8           | 0          |
| K. Fritz          | 0        | 0       | 0           | 0          | 0                 | 0                 | 0                 | 0                 | 0        | 0      | 0           | 0          |
| L. Grech          | 36       | 3       | 7           | 0          | 1                 | 0                 | 0                 | 0                 | 37       | 3      | 7           | 0          |
| C. Hain           | 30       | 1       | 2           | 0          | 0                 | 0                 | 0                 | 0                 | 30       | 1      | 2           | 0          |
| T. Heinze         | 5        | 0       | 1           | 0          | 1                 | 0                 | 0                 | 0                 | 6        | 0      | 1           | 0          |
| D. Kampa          | 36       | 0       | 2           | 0          | 1                 | 0                 | 0                 | 0                 | 37       | 0      | 2           | 0          |
| Ö. Kanca          | 18       | 2       | 1           | 0          | 0                 | 0                 | 0                 | 0                 | 18       | 2      | 1           | 0          |
| M. Konrad         | 34       | 3       | 5           | 2          | 1                 | 0                 | 0                 | 0                 | 35       | 3      | 5           | 2          |
| S. Mitterhuber    | 31       | 3       | 3           | 0          | 1                 | 0                 | 0                 | 0                 | 32       | 3      | 3           | 0          |
| S. Mützel         | 11       | 1       | 3           | 0          | 0                 | 0                 | 0                 | 0                 | 11       | 1      | 3           | 0          |
| M. Pasiciel       | 4        | 0       | 0           | 0          | 1                 | 0                 | 0                 | 0                 | 5        | 0      | 0           | 0          |
| T. Rathgeber      | 32       | 10      | 3           | 1          | 1                 | 0                 | 0                 | 0                 | 33       | 10     | 3           | 1          |
| S. Riederer       | 2        | 0       | 0           | 0          | 0                 | 0                 | 0                 | 0                 | 2        | 0      | 0           | 0          |
| R. Schaschko      | 22       | 0       | 1           | 0          | 1                 | 0                 | 0                 | 0                 | 23       | 0      | 1           | 0          |
| T. Schulz         | 20       | 0       | 3           | 1          | 1                 | 0                 | 0                 | 0                 | 21       | 0      | 3           | 1          |
| M. Schwabl        | 17       | 0       | 1           | 1          | 0                 | 0                 | 0                 | 0                 | 17       | 0      | 1           | 1          |
| B. Schwarz        | 2        | 0       | 0           | 0          | 0                 | 0                 | 0                 | 0                 | 2        | 0      | 0           | 0          |
| T. Schweinsteiger | 35       | 14      | 2           | 1          | 1                 | 0                 | 1                 | 0                 | 36       | 14     | 3           | 1          |
| M. Steegmann      | 25       | 7       | 5           | 0          | 1                 | 0                 | 0                 | 0                 | 26       | 7      | 5           | 0          |
| R. Týce           | 16       | 1       | 5           | 0          | 0                 | 0                 | 0                 | 0                 | 16       | 1      | 5           | 0          |
| P. Ziegler        | 24       | 0       | 3           | 0          | 0                 | 0                 | 0                 | 0                 | 24       | 0      | 3           | 0          |
| R. Zillner        | 32       | 3       | 4           | 1          | 1                 | 0                 | 0                 | 0                 | 33       | 3      | 4           | 1          |
| M. Šušak          | 21       | 0       | 2           | 0          | 0                 | 0                 | 0                 | 0                 | 21       | 0      | 2           | 0          |